# Les Illes (Montseny)
Les Illes és una masia del municipi del Montseny (Vallès Oriental) inclòs en l'Inventari del Patrimoni Arquitectònic de Catalunya.

## Descripció
La teulada de l'edifici és a dues vessants frontals. Està dividit en tres cossos grans, adaptats al gran desnivell del terreny, el més baix és habitable. Tots tres estan parcialment arrebossats. El cos habitat té la porta de llinda de fusta, el cos intermedi sobresurt de la façana de l'anterior creant un angle mort. A la part posterior de l'edifici hi ha un contrafort d'una amplada considerable. A la part davantera els tres cossos formen un carrer amb les dependències, de les quals destaca un antic corral de maçoneria gens concertada. Davant la part habitada hi ha les restes del paviment del que deuria ser un barri prou ample.

## Història
El tipus d'estructura del conjunt d'edificacions de les Illes fa pensar en el segle xviii, però és gairebé segura la seva existència amb anterioritat, ja que, per exemple, té a la vora una font sobre la qual hi ha una llegenda sobre una connexió amb una font de les Illes Balears, que ben segur és anterior a aquesta data.